# 1770 en arts plastiques
| Années des arts plastiques : 1767 - 1768 - 1769 - 1770 - 1771 - 1772 - 1773    |
| Décennies des arts plastiques : 1740 - 1750 - 1760 - 1770 - 1780 - 1790 - 1800 |

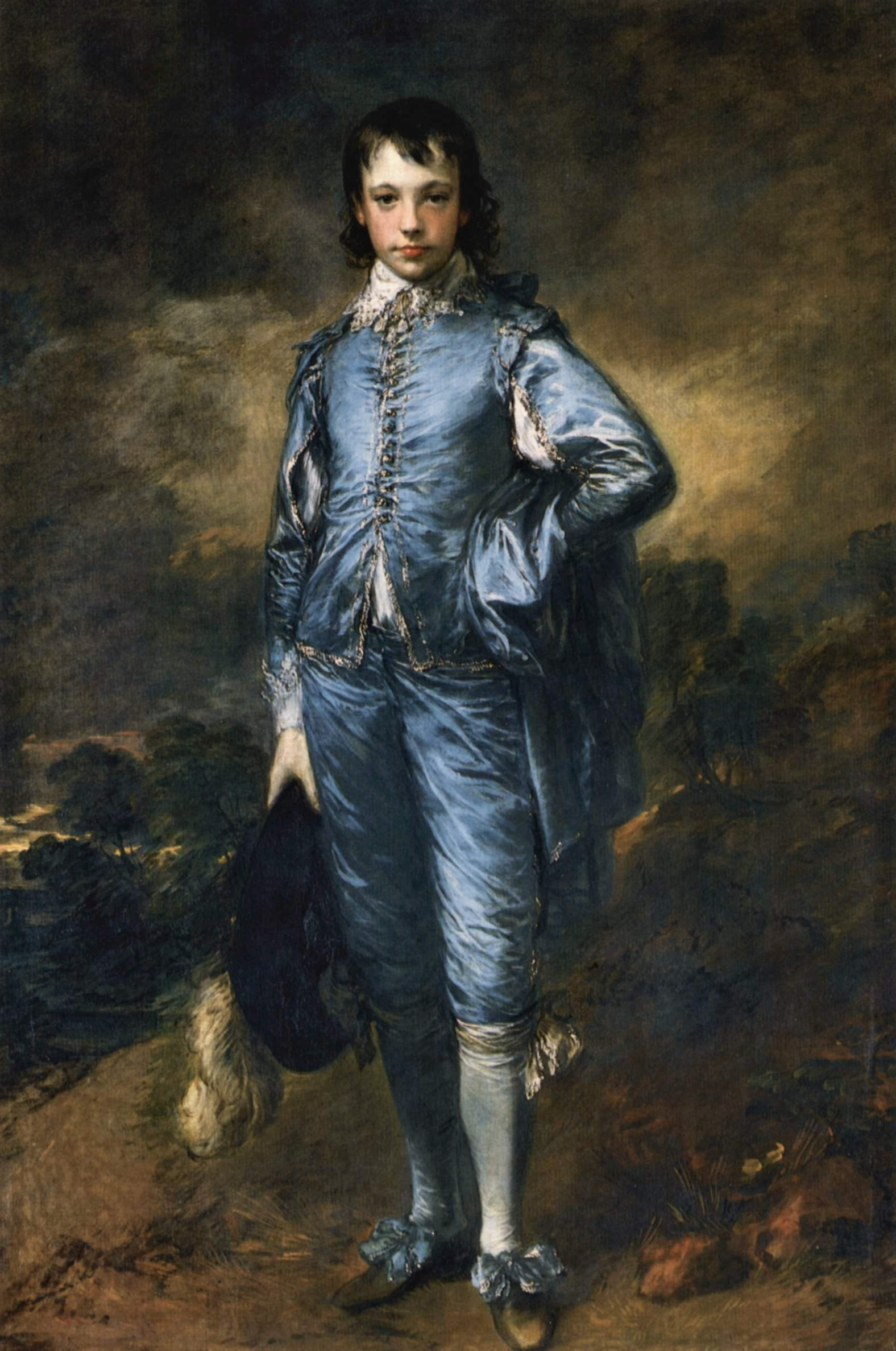
L'Enfant en bleu de Thomas Gainsborough.

Cette page concerne l'année 1770 en arts plastiques.

## Naissances
- 13 janvier : Anatole Devosge, peintre français († 8 décembre 1850),
- 21 février : Antonio Pasini, peintre et enlumineur de manuscrit italien († 23 juillet 1845),
- 12 mars :
  - Charles Balthazar Julien Févret de Saint-Memin, peintre français († 23 juin 1852),
  - Karl August Senff, peintre, graveur et professeur germano-balte († 2 janvier 1838),
- 8 avril : Egidius Mengelberg, peintre et graveur allemand († 26 octobre 1849),
- 18 avril : Ludwig Buchhorn, peintre et graveur allemand († 13 novembre 1856),
- 4 mai : François Gérard, peintre français († 11 janvier 1837),
- 21 septembre : Raffaele Albertolli, stucateur, graveur et peintre italien († 7 janvier 1812),
- 24 septembre : Johannes Rienksz Jelgerhuis, peintre, graveur et acteur néerlandais († 6 octobre 1836),
- 18 octobre : Thomas Phillips, peintre britannique († 20 avril 1845),
- 15 novembre : Louis Lafitte, peintre français († 3 août 1828),
- 19 novembre : Bertel Thorvaldsen, sculpteur danois († 24 mars 1844),
- 19 décembre :  Jean-Michel Grobon, peintre, graveur et sculpteur français († 2 septembre 1853),
- ? : Louis Benjamin Marie Devouges, peintre français († 19 juillet 1842).
- Après 1770 :
- Giovanni Boggi, dessinateur et graveur italien au burin et au pointillé († 1832).

## Décès
- 17 février : Louis René Vialy, peintre français (° 1680),
- 8 mars : Nicolas Le Roy de Bazemont, peintre français d'origine portugaise (° 1692),
- 27 mars : Giambattista Tiepolo peintre et graveur baroque italien (° 5 mars 1696),
- 30 mai : François Boucher, peintre français (° 29 septembre 1703),
- 1er décembre : Giambettino Cignaroli, peintre italien du baroque tardif (rococo) et du début néoclassique appartenant à l'école vénitienne (° 4 juillet 1706),
- Date précise inconnue :
  - Domenico Duprà, peintre italien (° 1689),
  - Suzuki Harunobu (Hozumi Jihei), peintre et graveur japonais (° 1725),
  - Maria Felice Tibaldi, peintre italienne (° 1707),
  - Gaspare Traversi, peintre italien  (° 1722).
- Vers 1770 :
  - Apollonio Domenichini, peintre italien de vedute (° 1715),
  - Johann Stenglin, graveur allemand, actif en Russie, (° vers 1710-1715).